# Florian Wirtz
Florian Richard Wirtz, född 3 maj 2003, är en tysk fotbollsspelare som spelar för Liverpool.

## Karriär
Wirtz anses vara en av Tysklands största talanger. Han rankades av Uefa som den näst största talangen U 18 2021. Den 6 juni 2020 gjorde Wirtz sitt första mål i en 2–4-förlust mot Bayern München. Han blev då Bundesligas yngste målskytt genom tiderna med en ålder på 17 år och 43 dagar och slog rekordet som tidigare hölls av Nuri Sahin Wirtz landslagsdebuterade 2021 och 2022 spolierades hela säsongen på grund av skada.